# 2015 OC193
2015 OC193 est un objet transneptunien faisant partie des objets détachés.